# Atelinae
Sous-famille
Les Atelinae forment une sous-famille de singes du Nouveau Monde. Avec le groupe frère des Alouattinae, ils constituent la famille des Atelidae, dont la particularité remarquable est d'être doté d'une queue préhensile.

## Liste des genres, espèces et sous-espèces
D'après l'ouvrage Handbook of the Mammals of the World en 2013 :
- genre Ateles É. Geoffroy Saint-Hilaire, 1806 — Les atèles, ou singes-arraignées, ou coatas
  - espèce Ateles paniscus (Linnaeus, 1758) — Atèle noir
  - espèce Ateles belzebuth É. Geoffroy Saint-Hilaire, 1806 — Atèle belzébuth
  - espèce Ateles marginatus É. Geoffroy Saint-Hilaire, 1809 — Singe-araignée à front blanc
  - espèce Ateles chamek (Humboldt, 1812) — Atèle à tête noire
  - espèce Ateles geoffroyi Kuhl, 1820 — Singe-araignée aux mains noires
    - sous-espèce Ateles geoffroyi geoffroyi Kuhl, 1820
    - sous-espèce Ateles geoffroyi frontatus (Gray, 1842)
    - sous-espèce Ateles geoffroyi grisescens Gray, 1866
    - sous-espèce Ateles geoffroyi vellerosus Gray, 1866
    - sous-espèce Ateles geoffroyi ornatus (Gray, 1870)
    - sous-espèce Ateles geoffroyi azuerensis (Bole, 1937)
    - sous-espèce Ateles geoffroyi yucatanensis Kellogg & Goldman, 1944

  - espèce Ateles hybridus I. Geoffroy Saint-Hilaire, 1829 — Singe-araignée varié, Atèle varié
    - sous-espèce Ateles hybridus hybridus I. Geoffroy Saint-Hilaire, 1829
    - sous-espèce Ateles hybridus brunneus Gray, 1872

  - espèce Ateles fusciceps Gray, 1866 — Singe à tête brune
    - sous-espèce Ateles fusciceps fusciceps Gray, 1866
    - sous-espèce Ateles fusciceps rufiventris Sclater, 1872
- genre Lagothrix É. Geoffroy Saint-Hilaire in Humboldt, 1812 — Les lagotriches, ou singes laineux
  - espèce Lagothrix cana  (É. Geoffroy Saint-Hilaire in Humboldt, 1812)
    - sous-espèce Lagothrix cana cana (É. Geoffroy Saint-Hilaire in Humboldt, 1812)
    - sous-espèce Lagothrix cana tschudii Pucheran, 1857

  - espèce Lagothrix lagotricha  (Humboldt, 1812)
  - espèce Lagothrix poeppigii  Schinz, 1844
  - espèce Lagothrix lugens  Elliot, 1907
    - sous-espèce Lagothrix lugens lugens Elliot, 1907
    - sous-espèce Lagothrix lugens defleri Mantilla-Meluk, 2013
    - sous-espèce Lagothrix lugens sapiens Mantilla-Meluk, 2013
- genre Oreonax Thomas, 1927
  - espèce Oreonax flavicauda (Humboldt, 1812) — Lagotriche à queue jaune
- genre Brachyteles Spix, 1823 — Les brachytèles
  - espèce Brachyteles arachnoides (É. Geoffroy Saint-Hilaire, 1806) — Singe-araignée laineux
  - espèce Brachyteles hypoxanthus (Kuhl, 1820) — Muriqui du Nord